# Прістол
Прістол (рум. Pristol) — село у повіті Мехедінць в Румунії. Входить до складу комуни Прістол.
Село розташоване на відстані 270 км на захід від Бухареста, 45 км на південь від Дробета-Турну-Северина, 88 км на захід від Крайови.

## Населення
За даними перепису населення 2002 року у селі проживали 1155 осіб, усі — румуни. Усі жителі села рідною мовою назвали румунську.